# Salif Diao
Salif Alassane Diao (Kedogou, 10 febbraio 1977) è un ex calciatore senegalese, di ruolo centrocampista.

## Palmarès

### Club

#### Competizioni nazionali
- Supercoppa francese: 1

Monaco: 1997
- Campionato francese: 1

Monaco: 1999-2000